# Manuel Belleri
Manuel Belleri (Gardone Val Trompia, 29 agosto 1977) è un dirigente sportivo ed ex calciatore italiano, di ruolo difensore, direttore tecnico della scuola calcio del Milan a Tokyo.

## Carriera

### Club

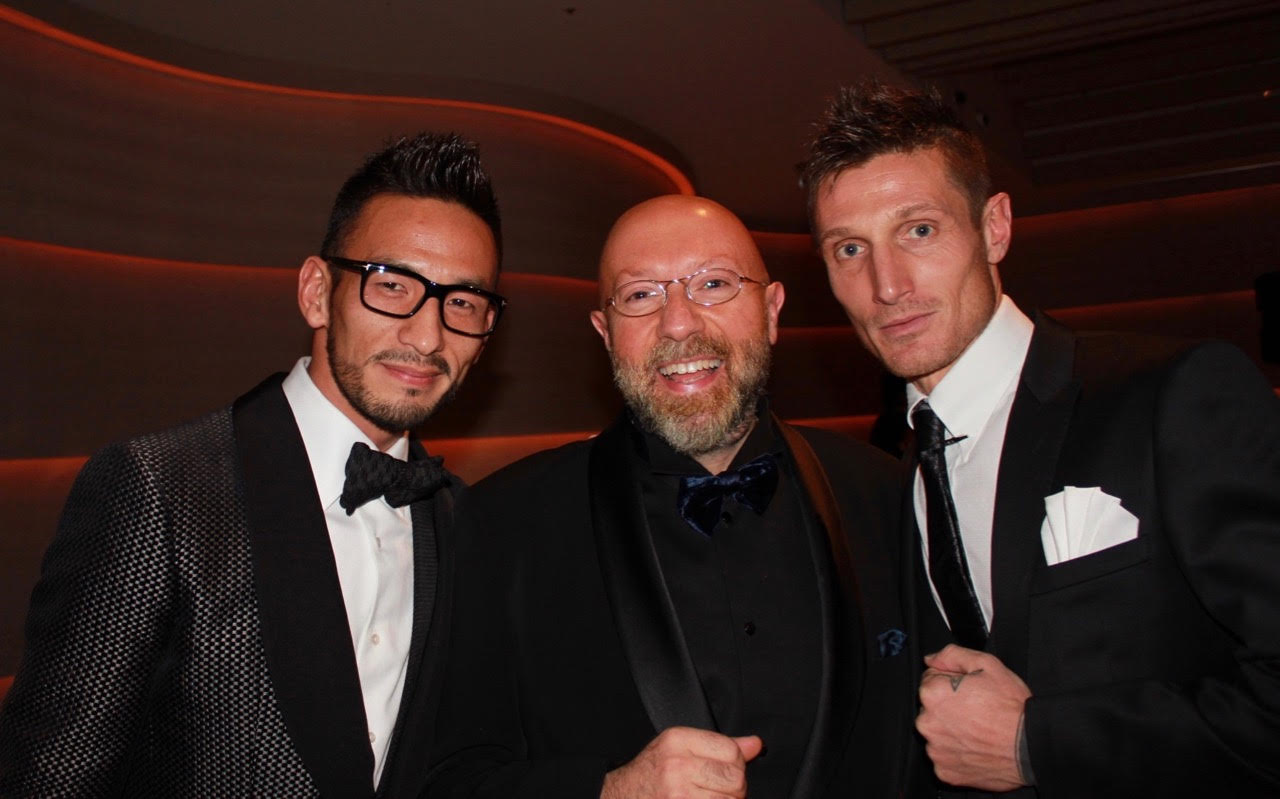
Belleri (a destra) in compagnia di Hidetoshi Nakata (a sinistra).

Inizia la carriera nel Lumezzane (1993-1999) poi passa all'Empoli (1999-2004) ed infine, dopo una parentesi all'Udinese, passa in comproprietà alla Lazio. Terzino destro, nella squadra romana la presenza nell'undici titolare gli è stata preclusa prima dal capitano Massimo Oddo, poi dopo la partenza di quest'ultimo dal giovane talento svizzero Valon Behrami. Nell'agosto 2007 Belleri viene ceduto in prestito all'Atalanta.
Nell'estate del 2008 fa il suo ritorno alla Lazio dove il tecnico Delio Rossi lo conferma nella squadra. Collezionerà soltanto una presenza in Udinese Lazio 3-3, e nel gennaio 2009 viene ceduto al Bologna, dove sceglie la maglia numero 84.
Nell'estate del 2009 firma per il Lecce. Dopo 19 presenze e la vittoria del campionato cadetto con i salentini, a fine stagione non viene confermato rimanendo così senza squadra.
Nell'estate del 2010 viene ospitato nel centro sportivo della SPAL di Via Copparo a Ferrara dove gli viene data la possibilità di allenarsi. Il 28 ottobre 2010 firma un contratto biennale con la società emiliana.
Nella sua carriera colleziona in totale 462 presenze nei professionisti, di cui: 172 in serie A, 118 in serie B e 172 tra serie C1 e C2.
Il 22 luglio 2013 parte per il ritiro a Coverciano dei calciatori svincolati sotto l'egida dell'Associazione Italiana Calciatori.
Dal febbraio del 2015 vive e lavora a Tokyo, in qualità di direttore tecnico presso la scuola calcio del Milan, nel quartiere di Koto-ku.

## Statistiche

### Presenze e reti nei club
Statistiche aggiornate al 15 novembre 2016.
| Stagione         | Squadra          | Campionato       | Campionato | Campionato | Coppe nazionali | Coppe nazionali | Coppe nazionali | Coppe continentali | Coppe continentali | Coppe continentali | Altre coppe | Altre coppe | Altre coppe | Totale | Totale |
| Stagione         | Squadra          | Comp             | Pres       | Reti       | Comp            | Pres            | Reti            | Comp               | Pres               | Reti               | Comp        | Pres        | Reti        | Pres   | Reti   |
| ---------------- | ---------------- | ---------------- | ---------- | ---------- | --------------- | --------------- | --------------- | ------------------ | ------------------ | ------------------ | ----------- | ----------- | ----------- | ------ | ------ |
| 1993-1994        | Lumezzane        | C2               | 2          | 0          | CI-C            | 0               | 0               | -                  | -                  | -                  | -           | -           | -           | 2      | 0      |
| 1994-1995        | Lumezzane        | C2               | 1          | 0          | CI-C            | 1               | 1               | -                  | -                  | -                  | -           | -           | -           | 2      | 1      |
| 1995-1996        | Lumezzane        | C2               | 15         | 0          | CI-C            | 5               | 0               | -                  | -                  | -                  | -           | -           | -           | 20     | 0      |
| 1996-1997        | Lumezzane        | C2               | 31         | 2          | CI-C            | 3               | 0               |                    | -                  | -                  |             | -           | -           | 34     | 6      |
| 1997-1998        | Lumezzane        | C1               | 23         | 2          | CI-C            | 4               | 1               | -                  | -                  | -                  | -           | -           | -           | 27     | 3      |
| 1998-1999        | Lumezzane        | C1               | 33         | 1          | CI+CI-C         | 2+1             | 0+0             | -                  | -                  | -                  | -           | -           | -           | 36     | 1      |
| Totale Lumezzane | Totale Lumezzane | Totale Lumezzane | 106        | 5          |                 | 16              | 2               |                    | -                  | -                  |             | -           | -           | 122    | 7      |
| 1999-2000        | Empoli           | B                | 32         | 0          | CI              | 2               | 0               | -                  | -                  | -                  | -           | -           | -           | 34     | 0      |
| 2000-2001        | Empoli           | B                | 26         | 0          | CI              | 0               | 0               | -                  | -                  | -                  | -           | -           | -           | 26     | 0      |
| 2001-2002        | Empoli           | B                | 36         | 4          | CI              | 3               | 0               | -                  | -                  | -                  | -           | -           | -           | 39     | 4      |
| 2002-2003        | Empoli           | A                | 32         | 1          | CI              | 7               | 1               | -                  | -                  | -                  | -           | -           | -           | 39     | 2      |
| 2003-2004        | Empoli           | A                | 29         | 1          | CI              | 1               | 0               | -                  | -                  | -                  | -           | -           | -           | 30     | 1      |
| Totale Empoli    | Totale Empoli    | Totale Empoli    | 156        | 5          |                 | 13              | 1               |                    | -                  | -                  |             | -           | -           | 169    | 6      |
| 2004-2005        | Udinese          | A                | 22         | 0          | CI              | 6               | 0               | CU                 | 1                  | 0                  | -           | -           | -           | 29     | 0      |
| 2005-2006        | Lazio            | A                | 16         | 1          | CI              | 1               | 0               | Int                | 4                  | 1                  |             | -           | -           | 21     | 2      |
| 2006-2007        | Lazio            | A                | 22         | 1          | CI              | 3               | 0               | UCL                | 1                  | 0                  |             | -           | -           | 25     | 1      |
| 2007-2008        | Atalanta         | A                | 20         | 0          | CI              | 0               | 0               |                    | -                  | -                  |             | -           | -           | 20     | 0      |
| 2008-gen. 2009   | Lazio            | A                | 1          | 0          | CI              | -               | -               |                    | -                  | -                  |             | -           | -           | 0      | 0      |
| Totale Lazio     | Totale Lazio     |                  | 38         | 2          |                 | 4               | 0               |                    | 4                  | 1                  |             | -           | -           | 46     | 3      |
| gen.-giu. 2009   | Bologna          | A                | 7          | 0          | CI              | -               | -               | -                  | -                  | -                  | -           | -           | -           | 7      | 0      |
| 2009-2010        | Lecce            | B                | 19         | 0          | CI              | 0               | 0               | -                  | -                  | -                  | -           | -           | -           | 19     | 0      |
| ott. 2010-2011   | SPAL             | 1D               | 18         | 0          | CI+CI-LP        | -+1             | -+0             | -                  | -                  | -                  | -           | -           | -           | 19     | 0      |
| 2011-2012        | SPAL             | 1D               | 25         | 2          | CI-LP           | 6               | 0               | -                  | -                  | -                  | -           | -           | -           | 31     | 2      |
| Totale SPAL      | Totale SPAL      | Totale SPAL      | 43         | 2          |                 | 7               | 0               |                    | -                  | -                  |             | -           | -           | 50     | 2      |
| Totale carriera  | Totale carriera  | Totale carriera  | 411        | 14         |                 | 46              | 3               |                    | 5                  | 1                  |             |             |             | 462    | 18     |

## Palmarès

### Club

#### Competizioni nazionali
- Coppa Italia: 1

Lazio: Coppa Italia 2008-2009
- Campionato italiano di Serie B: 1

Lecce: 2009-2010
- Serie C2: 1

Lumezzane: 1996-1997